# IC 4907
IC 4907 је спирална галаксија у сазвјежђу Телескоп која се налази на листи објеката дубоког неба у Индекс каталогу.
Деклинација објекта је - 52° 27' 13" а ректасцензија 19h 56m 13,1s. Привидна величина (магнитуда) објекта IC 4907 износи 15,3 а фотографска магнитуда 16,1. IC 4907 је још познат и под ознакама ESO 185-28, PGC 63831.